# Wikov 40
Wikov 40 byl posledním, sériově vyráběným automobilem, který vznikl v akciové společnosti Wikov (Wichterle a Kovářík), československého výrobce hospodářských strojů, traktorů, lokomotiv, stabilních spalovacích i elektrických motorů a také automobilů. Automobil Wikov 40 byl vyráběn v letech 1933–1937 v několika variantách podvozků a karosérií. Nejčastějším modelem byla varianta Standard ve čtyřdveřovém provedení.

## Vznik a vývoj
Wikov 40 koncepčně vycházel z předchozího typu Wikov 35. Zásadně se od něj lišil pouze motorem s větším objemem motoru (1941 cm3), než byl použit u Wikovu 35 (1742 cm3). Bylo na něm uplatněno i několik nových prvků a vylepšení. Konstruktéři Malý a Košťál pod vedením ing. Boleslava Hanzelky (1890–1961) pozorně sledovali vývoj ve světě podporováni vedením automobilky, kterou řídili Ing. František Kovářík (1903–1975), syn Ing. Josefa Kováříka a Eugen Wichterle (1903–1950), syn Lamberta Wichterleho.
Wikov prošel úřední zkouškou typovou a 16. června 1932 byl schválen k provozu s šasi s třímetrovým rozvorem (maximální délka karoserie 4 metry) a celkovou hmotností 850 kg. K oficiálnímu představení typu 40 došlo až na jaře 1934 (7.–15. dubna) na dlouho očekávaném autosalonu v Praze (ten se v letech 1932–1933 nekonal). Wikov 40 dosahoval maximální rychlosti 105 km/h, později s modernizovaným motorem 110 km/h.

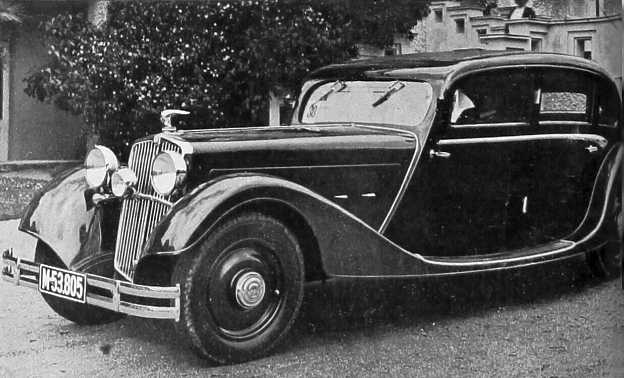
Wikov 40, conduite intérieure na Concours d'Elegance v Luhačovicích (Měsíc, červen 1933)

## Motor
V konstrukci řadového čtyřválce (R4) se oproti předchozímu typu 35 nic zásadního nezměnilo, pouze průměr vrtání byl zvětšen o 4 mm z původních 72 mm. Čtyřválcový řadový motor s rozvodem OHC o objemu válců 1 941 cm³ (vrtání ø 76 mm, zdvih 107 mm) dával výkon až 32 kW (43 k) při 2 800 ot/min, komprese byla 5,2 a točivý moment byl 131 Nm při 1600 ot/min, dva ventily/válec, bez přeplňování. Samotný motor měl hmotnost jen 132 kg.

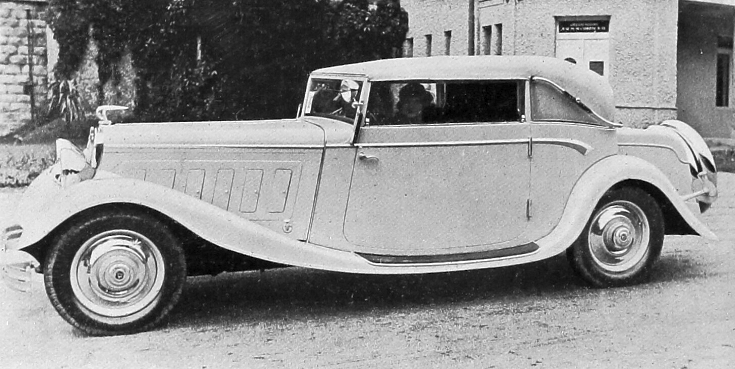
Wikov 40, kabriolet (Měsíc, červen 1933)

Vodou chlazený motor byl umístěn vpředu podélně a poháněl kola zadní nápravy. Ve spalovacím prostoru se nacházely zalisované vložky válců z kalené oceli vyhlazené jemným broušením (honováním). Díky tomu měly motory velmi solidní výkon a současně značnou výdrž. Rychlosti a pružnosti chodu motoru se nedocílilo velikým obsahem, velkou spotřebou paliva, nýbrž konstrukcí motoru s ideálním tvarem a opracováním kompresního prostoru, s visutými ventily a s vačkovým hřídelem v hlavě. Spalovací prostor typu "Ansaldo" zaručoval stejný stupeň komprese všech válců. Spádový karburátor osvědčené značky Zénith U popř. 30 TD nebo Solex 30 AVR, se kterým výkon vzrostl až na 33 kW (45 k). Palivová nádrž o objemu 40 l byla umístěna vpředu pod kapotou, u dělicí stěny motorového prostoru s kabinou.
Metalurgicky se motor od předchozího typu příliš nezměnil. Blok motoru a víko klikové skříně byly odlity ze slitiny hliníku a křemíku (silumin), písty se odlévaly z elektronu (slitina z 90 % hořčíku a 10 % hliníku) a ojnice byly vykovány v zápustkách pro změnu z duralu (slitina tvořená z více než 90 procenty hliníkem, zhruba pěti procenty mědi a malými přísadami hořčíku či manganu). Z „těžšího“ materiálu byla pouze litinová hlava válců. Vačkový hřídel umístěný nad válci byl uložen ve třech ložiscích a byl pečlivě staticky i dynamicky vyvážen. Poháněn byl válečkovým, třířadovým řetězem s napínákem. Vačkový hřídel v hlavě shora ovládal mírně skloněné ventily. Mazání motoru (tlakové, cirkulační, nádržka na 8 l) zajišťovalo zubové čerpadlo s plnoprůtokovým plstěným filtrem (s dvojím čištěním). Spotřeba oleje se pohybovala v rozmezí 0,2–0,23 l/100 km. Klasický chladicí systém s chladičem a vodní pumpou (s objemem chladiva 20 l) byl podporován větrákem, umístěným na předním konci vačkového hřídele.

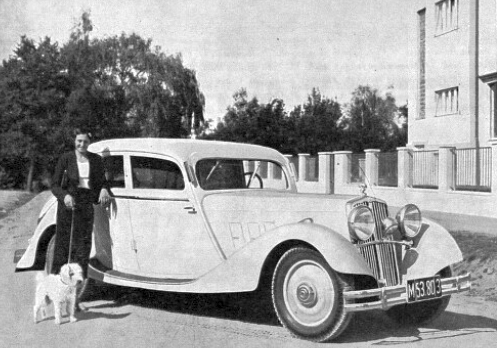
Wikov 40 (Auto, leden 1934)

Přenos síly se děl přes třírychlostní převodovku, kardanův hnací hřídel se dvěma krytými křížovými klouby, kuželový diferenciál a rozvodovku se spirálním ozubením Gleason v zadní nápravě. Spojka byla suchá jednokotoučová spojka s třecími segmenty na lamelovém vloženém kotouči. Od roku 1935 byly rychlostní stupně synchronizovány. Elektrická výzbroj se skládala ze 2 akumulátorů Varta 75 6V (12V) o kapacitě 75 Ah, dobíjecího dynama Bosch RJC 12 a startéru Bosch BJH 06/12. Zapalovací svíčky byly rovněž od firmy Bosch, typ M145 TI. Shodný motor byl montován i nákladního automobilu Wikon 1,5 t.

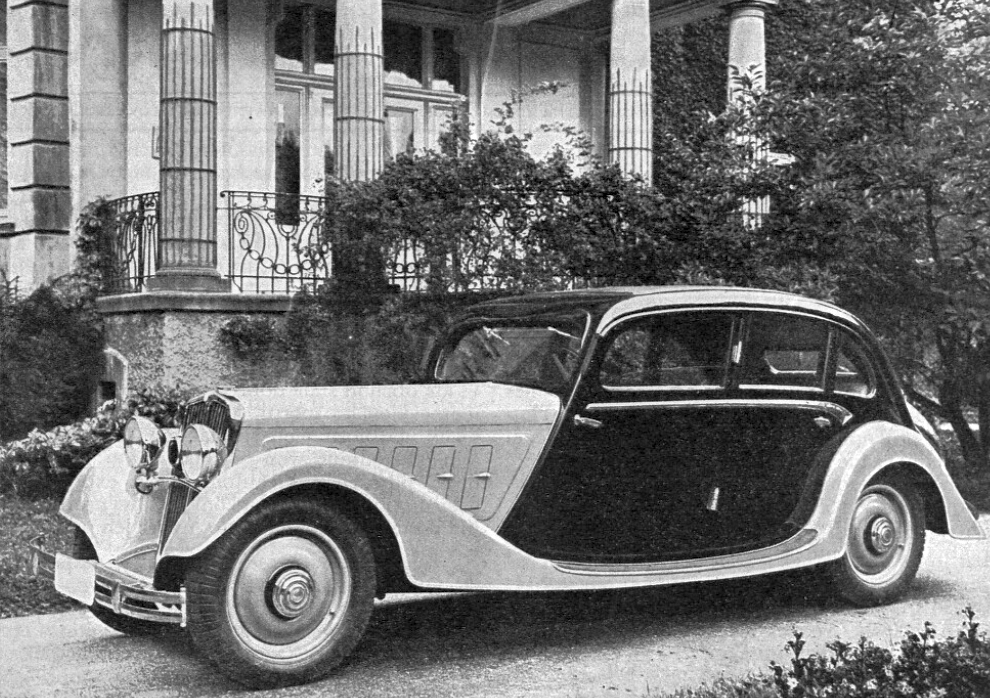
Wikov 40 čtyřsedadlová limuzína na prodlouženém podvozku 3,25 m (Auto leden 1934)

## Podvozek
Co se týče konstrukce šasi, základem byl rám se dvěma podélnými hlavními nosníky, nově opatřenými odlehčenými lisovanými výztuhami v kritických místech. Podélné nosníky spojovalo pět přinýtovaných příček různého průměru. Rám byl zesílen, tvar U byl zavařen do skříňového tvaru, čímž bylo docíleno mnohem větší tuhosti rámu. Vozy Wikov 40 měly tak tuhé šasi, že se mohlo zavést používání patentního, vřetenového zvedáku, který se zasouval do vedení přinýtovaného asi v polovině délky boku stupačky do boků rámu. Vůz měl klasicky stavěný podvozek s tuhými nápravami vpředu i vzadu, odpruženými podélnými půleliptickými listovými péry doplněnými olejovými tlumiči pérování Doko, byl vybaven kapalinově ovládanými bubnovými brzdami Lockheed na všech čtyřech kolech a centrálním mazáním podvozku Willi Vogel. Pohotovostní hmotnost 1200 kg.
Tyto automobily měly již levostranné řízení. Návrh řádu silniční a cestní policie, vypracovaný ministerstvem veřejných prací, že řidiči vozidel všeho druhu atd. jsou povinni používati pravé strany silnice ve směru své jízdy, se již v té době projednával v parlamentu. V roce 1932 se v Evropě mimo Maďarska a Anglie jezdilo již jen vpravo. Že tento zákon „vstoupil“ v platnost až v pohnutých, březnových dnech 1939, není vina firmy Wikov.
Řízení u všech typů Wikov bylo šnekové, bez posilovače. Na osvětlené přístrojové desce byla spínací skříňka, tachometr s denním a celkovým počítadlem ujeté vzdálenosti, osmidenní hodiny, ukazatel tlaku oleje, páčka pro stanovení okamžiku zážehu a spouštěcí klapky karburátoru.
Disková nebo drátěná kola nesla "balonové" pneumatiky o rozměru 5,50–18", 6,00–16" nebo 6,50–16" či "superbalony" 7,00–16" na diskových kolech 18", později 16". Hmotnost samotného podvozku činila 780–870 kg, u prodloužené verze s delším rozvorem pak 950 kg.

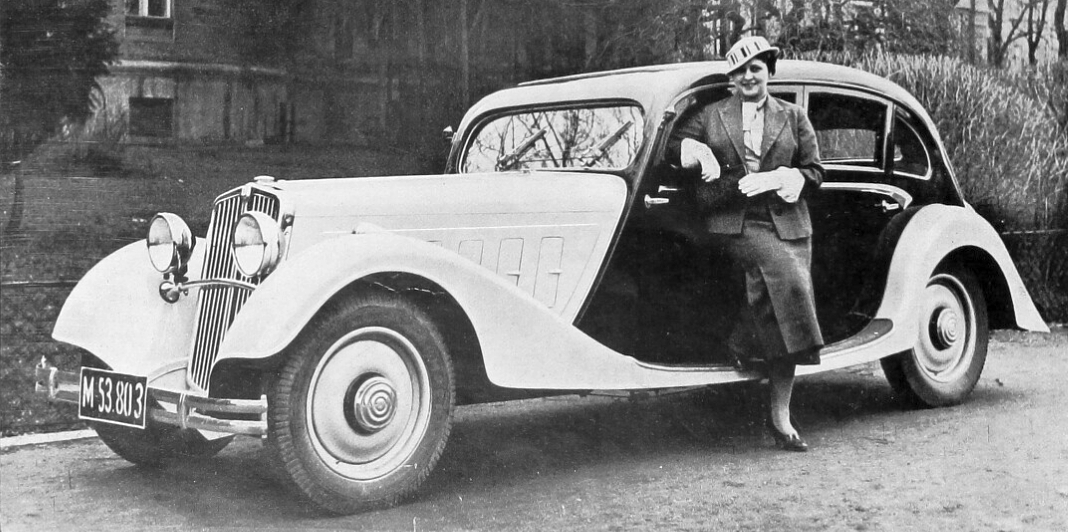
Wikov 40 (Měsíc, květen 1934)

## Karoserie
Podstatným rozdílem mezi typů 35 a 40 byl tvar jejich karoserie. Karosárna automobilky začala uplatňovat tehdy módní trendy aerodynamického tvarování. Nejčastěji se jednalo o čtyřdveřový čtyřmístný uzavřený vůz (tudor, sedan, limuzína), popř. otevřený faeton a kabriolet se stahovací střechou pro čtyři až sedm cestujících, dvou- anebo čtyřdveřový. Hmotnost automobilu se dle provedení karoserie pohybovala v rozmezí 1370–1550 kg. U všech těchto variant už byla patrná snaha o aerodynamické řešení přídě vozu, se šikmou maskou chladiče a se skloněným předním oknem. Limuzínu na prodlouženém podvozku pro 6–7 osob se šesti bočními okny si kupující mohl objednat s prosklenou přepážkou mezi řidičem a "posádkou" vzadu. Vozy pozdějšího provedení měly v kapotě motoru místo dřívějších větracích štěrbin na bocích modernější, obdélníkové větrací klapky. Úplně poslední automobily Wikov 40 měly kruhové větrací klapky na bocích kapoty.

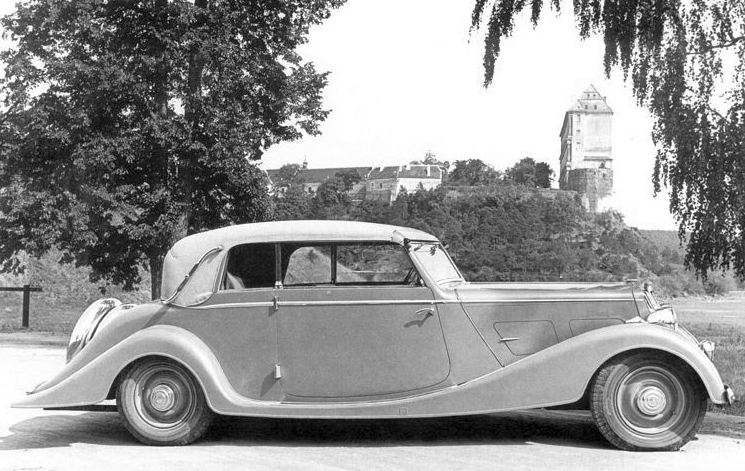
Wikov 40 Standard (Měsíc, č. 8, 1935)

Kostra karoserie byla ze dřeva, pro potahy se používal slabým plechem. Přední i zadní dveře měly závěsy na středovém sloupku B, takže přední dveře se otevíraly proti směru jízdy, což mohlo být nebezpečné. Vůz měl elegantní kapkovité blatníky a splývavou záď. K vybavení vozu patřilo zpětné zrcátko, elektrický stěrač čelního skla a osvětlení interiéru třemi svítilnami. Na levé straně přístrojové desky byla rezervní, ruční houkačka a hledací reflektor. Většina vozů byla vybavena dvěma rezervami připevněnými na zádi karoserie, které byly umístěny v pochromovaných krytech. Jen šestimístné limuzíny konzervativnějšího vzhledu si ponechaly náhradní kola ve vybrání předních blatníků. Typickým představitelem této řady byl elegantní čtyřdveřový sedan se šikmou maskou, šikmým čelním oknem, výrazně zaoblenou střechou, oblými okénky v zadních sloupcích a splývavou zádí ozdobenou dvojicí náhradních kol v chromovaných krytech. Vrchol nabídky představovaly vozy pětimetrové délky stavěné na prodloužené verzi podvozku s rozvorem 3250 mm a na sníženém šasi. Typickým představitelem této verze byl čtyřdvéřový luxusní sedan conduite intérieure (nazývaný labuť) se šikmo skloněným chladičem s chromovanou maskou, šikmým čelním sklem, výrazně zaoblenou střechou, oblými okénky v zadních sloupcích a splývavou zádí. Za stejnou cenu (67 000 Kč) se prodával i dvoudvéřový kabriolet s rozměrným kufrem na zádi, na kterém byla připevněna dvě náhradní kola v chromovaných krytech. Kabriolety se dodávaly jako dvouoknové s delší boční částí skládací střechy anebo jako čtyřoknové. Stejné boční linie měla také dvoudveřová varianta tudor.

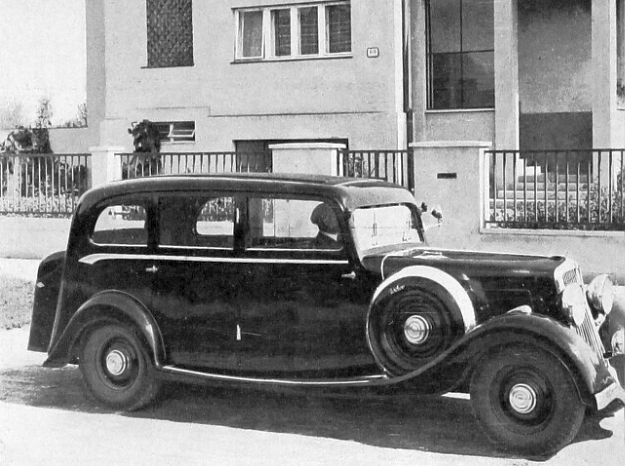
Wikov 40, 6sedadlová limuzína (Měsíc, č. 9–10, 1935)

Zájemci o jiné karoserie, kterých dříve Wikov nabízel nepřeberné množství, měli možnost individualizace u soukromých karosáren Sodomka, Patera či Brožík. Kabriolet Wikov 40 z roku 1934 se zakázkovou karoserií od francouzské firmy Carrosserie Vanvooren (Courbevoie) z roku 1937 byl zhotoven pro Hanu Wichterlovou, dceru továrníka Wichterleho, když studovala v Paříži sochařství. Tato firma z předměstí Paříže v Courbevoie karosovala především vozy Hispano-Suiza, Bugatti, Rolls-Royce, Delage, Delahaye a Bentley. Renovovaný Wikov 40 s karoserií Vanvooren se představil v roce 2009 na Memoria Auto Wikov.
Od jara 1934 automobilka nabízela za 57 000 Kč čtyřmístný model Standard (čtyřdvéřový sedan pro 4–5 osob) se skromnější výbavou, ale také luxusní vozy pětimetrové délky stavěné na sníženém a prodlouženém šasi s rozvorem 3,25 m (sedan conduite intérieure, kabriolet). Standard "zdědil" částečně po Wikovu 35 splývající záď přecházející v ostrou vodorovnou odtokovou hranu, ale zde však obtékání vzduchu poněkud narušovala dvě vyčnívající náhradní kola. Ceny Standardů začínaly na 67 000 Kč a narůstaly v závislosti na přáních zákazníků ohledně individuálního provedení karoserie. Podle dobových statistik přibylo v letech 1933 a 1934 na československých silnicích jen 54 a 58 osobních vozů značky Wikov, zatímco ještě v roce 1932 to bylo 81 aut. V roce 1934 se na standardním podvozku (3000 mm) prodávaly: čtyřsedadlový otevřený vůz s kufrem za 50 000 Kč, čtyřsedadlová čtyřdveřová limuzína za 59 500 Kč, čtyřsedadlový dvoudveřový conduite intérieure s vestavěným kufrem 59 500 Kč, čtyřsedadlový kabriolet s vestavěným kufrem za 61 500 Kč, šestisedadlová limuzína s mezistěnou (anebo bez ní) za 61 500 Kč a konečně aerodynamický čtyřsedadlový conduite intérieure za 70 000 Kč. Na prodlouženém podvozku (3250 mm) byla limuzína za 65 500 Kč, i ostatní modely s tímto podvozkem byly o ca 4000 Kč dražší než standard 3000 mm.

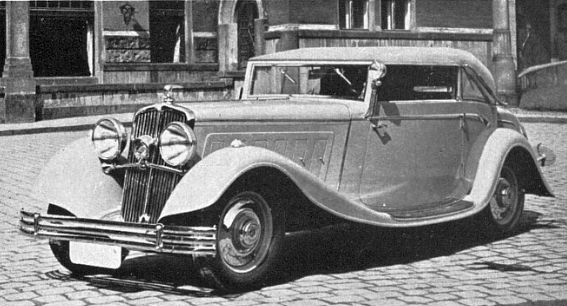
Wikov 40, čtyřsedadlový kabriolet na sníženém a prodlouženém podvozku 3,25 m (Salon, březen 1937)

V sezóně 1935 se objevilo několik vozů Standard s výrazně protaženými blatníky a jen se dvěma větracími klapkami na bocích kapoty. Nově byl upraven tvar masky chladiče a již nebyla použita "rušící" spojovací tyč reflektorů a dřívější rozpěrnou tyčí podvozku.
Počátkem března 1935 zlevnily všechny automobily Wikov 40 o několik tisícovek, čtyřmístný otevřený vůz na prodlouženém podvozku se nově prodával za 49 000 Kč, uzavřený Standard ve dvoudveřovém i čtyřdveřovém provedení stál 52 000 Kč. V říjnu 1935, v předvečer pražského autosalonu, oznámil Wikov další snížení cen, takže se všechny modely dostaly pod 60 000 Kč. Nejlevnější byl čtyřmístný faeton na prodlouženém podvozku nabízený za 47 000 Kč, dvoudveřový i čtyřdveřový Standard a Coach na podvozku délky 3000 mm byl nově k mání za 49 000 Kč. Nejdražší byla čtyř- , pěti- a šestisedadlová limuzína a luxusní kabriolet na prodlouženém podvozku za 59 000 Kč. I tak tato cena představovala zhruba trojnásobek ceny, za kterou bylo možné pořídit čtyřsedadlovou limuzínu Jawa 700. V roce 1935 bylo prodáno celkem 38 automobilů Wikov.
V létě 1936 byly smontovány poslední osobní automobily Wikov, za celý rok se jich prodalo jen 25. V roce 1937 už našlo kupce pouhých sedm osobních vozů prostějovské značky. Není divu, že správní rada společnosti Wichterle a Kovářík rozhodla už koncem roku 1934 o postupném utlumení výroby osobních vozů. Nejvíce dochovaných vozů je vystaveno ve Veteran aréně v Olomouci (Muzeum historických vozidel), největší ucelená sbírka prostějovské značky Wikov. Od roku 2010, kdy bylo muzeum zpřístupněno veřejnosti, k nim patří i několik automobilů Wikov 40, mezi nimiž "vede" luxusní čtyřmístný kabriolet Wikov 40 Fulnek.

## Sportovní úspěchy
Automobilka moravských akciových továren Wichterle & Kovářík považovala za největší přednost svých vozů vysokou provozní spolehlivost a velký výkon, kterého dosahovaly zásluhou pokrokového konstrukčního řešení motorů. Tyto oceňované a tehdy výjimečné vlastnosti prokazovala dosaženými vítězstvími a předními umístěními v řadě soutěží spolehlivosti a v soutěžích elegance. Dvě „čtyřicítky“, limuzína se svislým chladičem a dvoudveřový otevřený faeton se šikmou maskou, se představily veřejnosti v srpnu 1932 (14. srpna) na nové soutěži elegance v Luhačovicích. V květnu 1933 v Brně na výstavišti předvedl Eugen Wichterle divákům i odborné porotě čtyřmístný faeton Wikov 40. Mezi otevřenými vozy získal vůz zaslouženě první cenu se zlatou stuhou. Jednalo se o jednu z prvních karosářských verzí otevřeného Wikova, u kterého byla rezervní kola umístěna na zádi. Společně se šikmými partiemi přední i zadní části vozu a plynule přecházejícími blatníky v prahy působil vůz stylisticky velmi čistě a opticky vypadal daleko menší, než ve skutečnosti byl. Na Concours d'Elegance v lázních Luhačovicích (1935) získaly 3 zúčastněné Wikovy (typy 35 a 40) 1 zlatý, 2 stříbrné věnce, 3 zlaté plakety a ještě zvláštní cenu za vkusný soulad barev. Wikov 40 byl oceněn stříbrným věncem a zlatou plaketou. Ještě 22. září 1935 na Concours d'Elegance (Soutěž krásných automobilů) v Poděbradech, který byl součástí slavnostního ukončení lázeňské sezóny, dostaly od obecenstva nejvíce bodů Škoda Rapid a Tatra 77. Za nimi se umístil Wikov 40 a Studebaker.
Pro první ročník závodu 1000 mil československých (1933) připravila továrna 2 sportovní roadstery, které vycházely z experimentálního modelu Wikov 35 Kapka a byly osazeny motory z Wikovu 40. Vůz byl schopen dosáhnout rychlosti 125 kilometrů v hodině. Adolf Szczyzycki s Františkem Kudláčkem přijeli v čele celkého závodního pole do cíle 1. etapy v Bratislavě průměrnou rychlostí 92 km/h, za což získali cenu města Bratislavy. V dalším průběhu závodu však přišly potíže a ani jeden vůz však soutěž nedokončil, Jaroslav Konečník odpadl po 1290 km před Hodonínem a Adolf Szczyzycki pro netěsnost chladiče ve IV. etapě před Brnem po odjetí 1361 km z celkových 1600 km.
O rok později prostějovská automobilka Wichterle a Kovářík přihlásila k největšímu tehdejšímu československému závodu „1000 mil čsl." dvoulitrový vůz Wikov 40 s jezdcem A. Szczyzyckim. Závod se uskutečnil ve dnech 9. a 10. června 1934 a uspořádal jej Autoklub RČs. V třídě vozů do 2000 cm³ zvítězila posádka Adolf Szczyzycki a František Kudláček na roadsteru Wikovu 40 (st. č. 33), v čase 17:56:55 hod. a docílila průměrné rychlosti 88,763 km/h. Posádka získala několik cen: cena Autoklubu za vítězství ve třídě Kč 3000, cena firmy Baťa Kč 7000 (závod odjeli na pneumatikách Baťa), cena firmy Bosch Kč 1500, cena firmy Bří Svobodové za nejrychlejší vůz s baterií BS Kč 1000 a za vítězství Kč 1000 a cena firmy Wikov - plaketa „Pražské jaro". Jaroslav Konečník na Wikovu 40 zvítězil ve třídě cestovních vozů do 2000 cm³ na Ecce Homo ve Šternberku (10. září 1933). Dosáhl času 7:16,3 min. a v celkovém pořadí obsadil 19. místo.
Rokem 1934 se rozhodla společnost ukončit tovární účast vozů na sportovních podnicích. Po ukončení výroby automobilů Wikov nejúspěšnější závodník a soutěžní jezdec s vozy Wikov Adolf Szczyzycki (3x stříbrný odznak sportovní komise AKRČs.) si zřídil vlastní podnik, servis a prodejnu automobilů Praga — ve Valašském Meziříčí, Vsetínské 669.

## Ukončení výroby
Firma Wikov, jejíž automobilová výroba byla od prvopočátku ztrátová, učinila ještě pokus o uvedení lidového vozu, na kterém konstruktéři v Prostějově pracovali v letech 1932 až 1934. Prototyp nesl označení Wikov Baby a měl se stát odpovědí na společenskou situaci, kdy opadl zájem o velké luxusní vozy. Prototyp byl osazen zcela raritním hvězdicovým tříválcem vlastní konstrukce, jenž byl uložen vzadu a poháněl zadní nápravu. Stejně jako motor byl konstrukčně velmi atypický i podvozek. Wikov využil páteřový, trubkový rám s přední paralelogramovou nápravou a hřebenovým řízením. I přes potřebu nabídnout trhu co nejlacinější jednoduchý automobil se továrna v případě projektu Wikov Baby vydala cestou experimentu s netradičními prvky, díky čemuž by byla produkce zbytečně komplikovaná a projekt byl odsouzen k neúspěchu.
Firma Wikov ukončila výrobu automobilů v roce 1936. Pak se už jen vyráběly náhradní díly, karoserie a opravovaly se poškozené vozy. Celkem bylo v automobilce Wikov vyrobeno za 12 let (1925–1936) téměř 750 osobních automobilů.

## Galerie

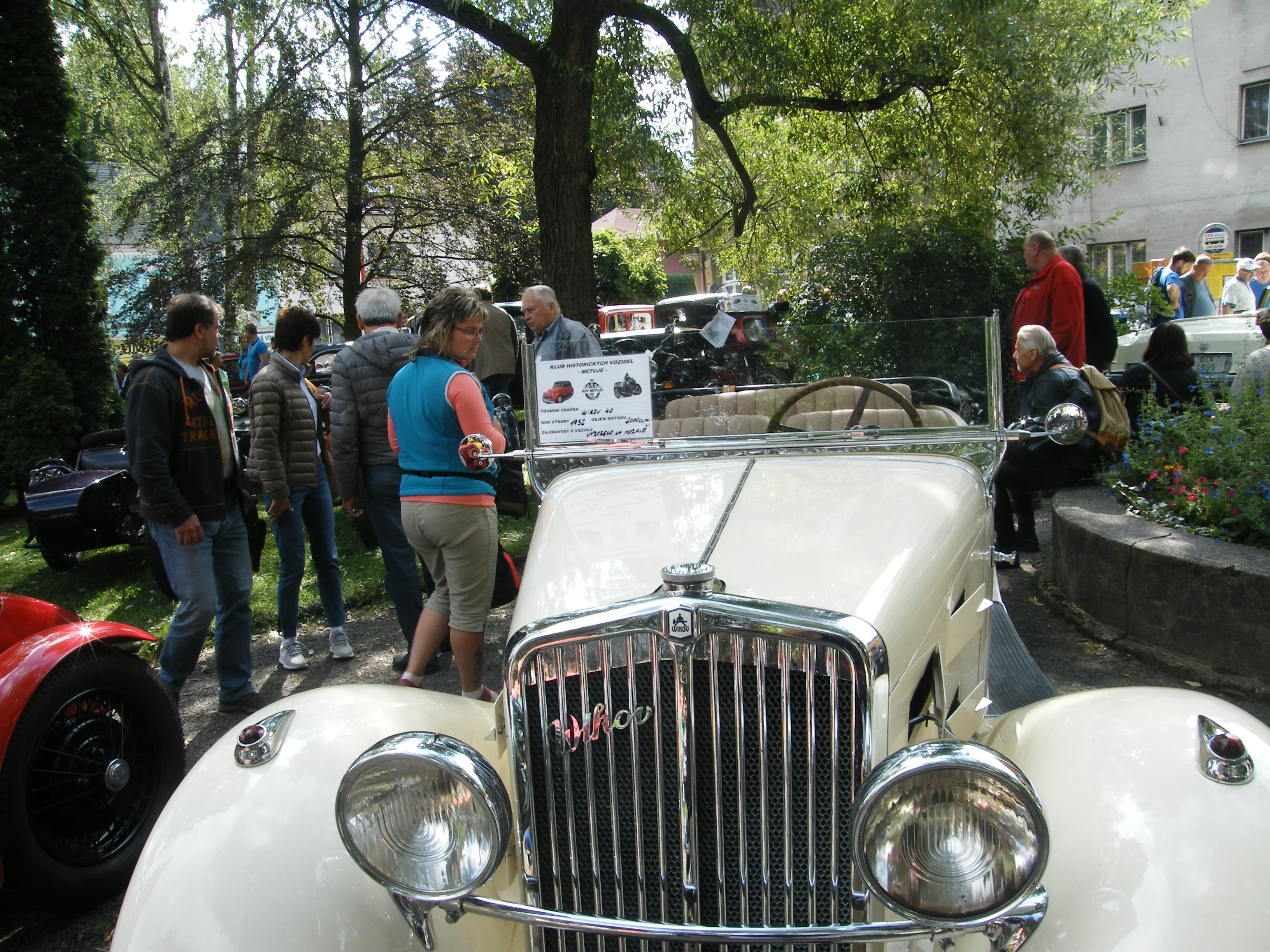
Wikov 40 (1934), kabriolet restaurovaný společností Ecorra
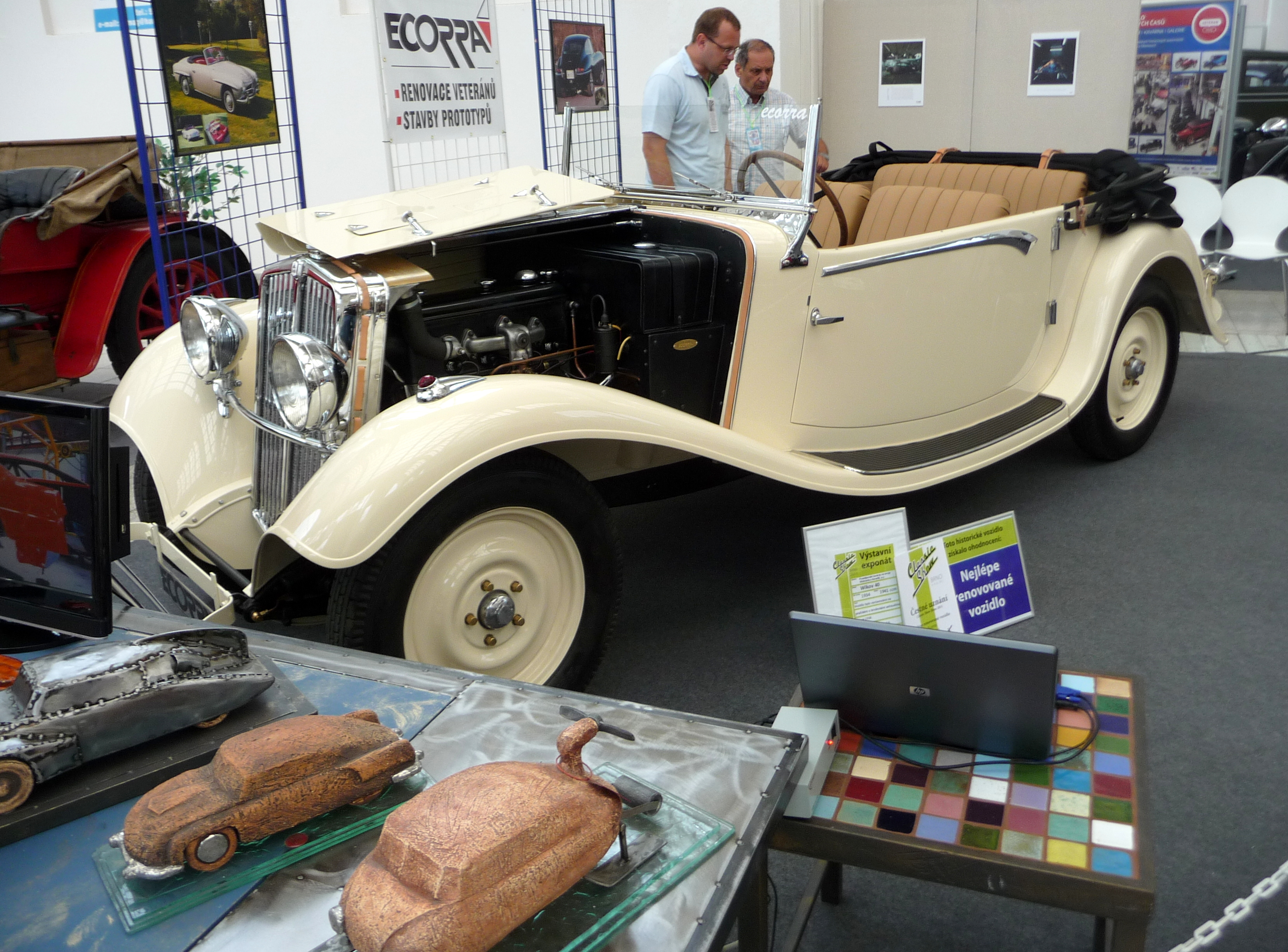
Wikov 40 na Classic Show Brno 2011
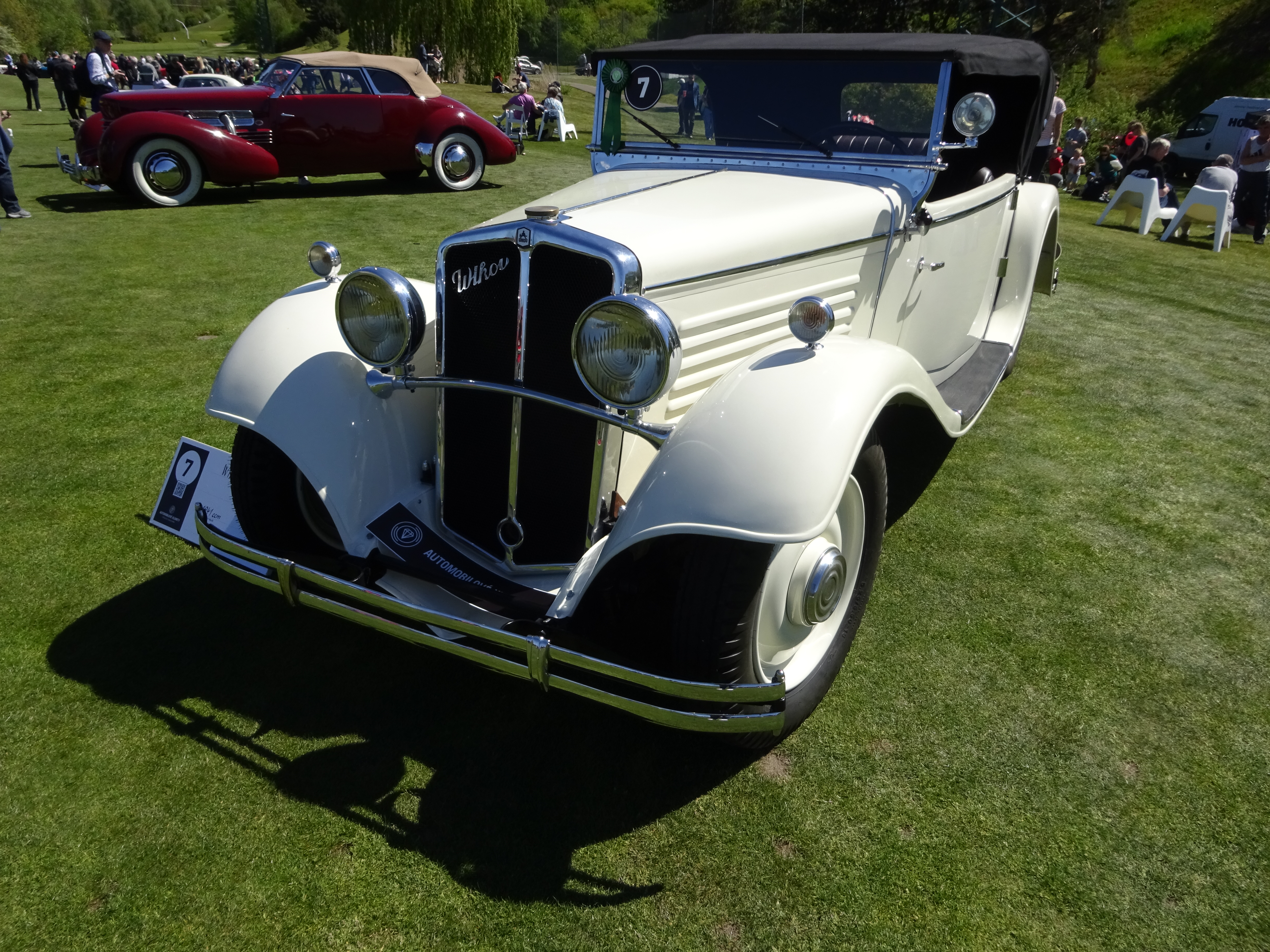
Wikov 40 S (1932), Automobilové klenoty 2024
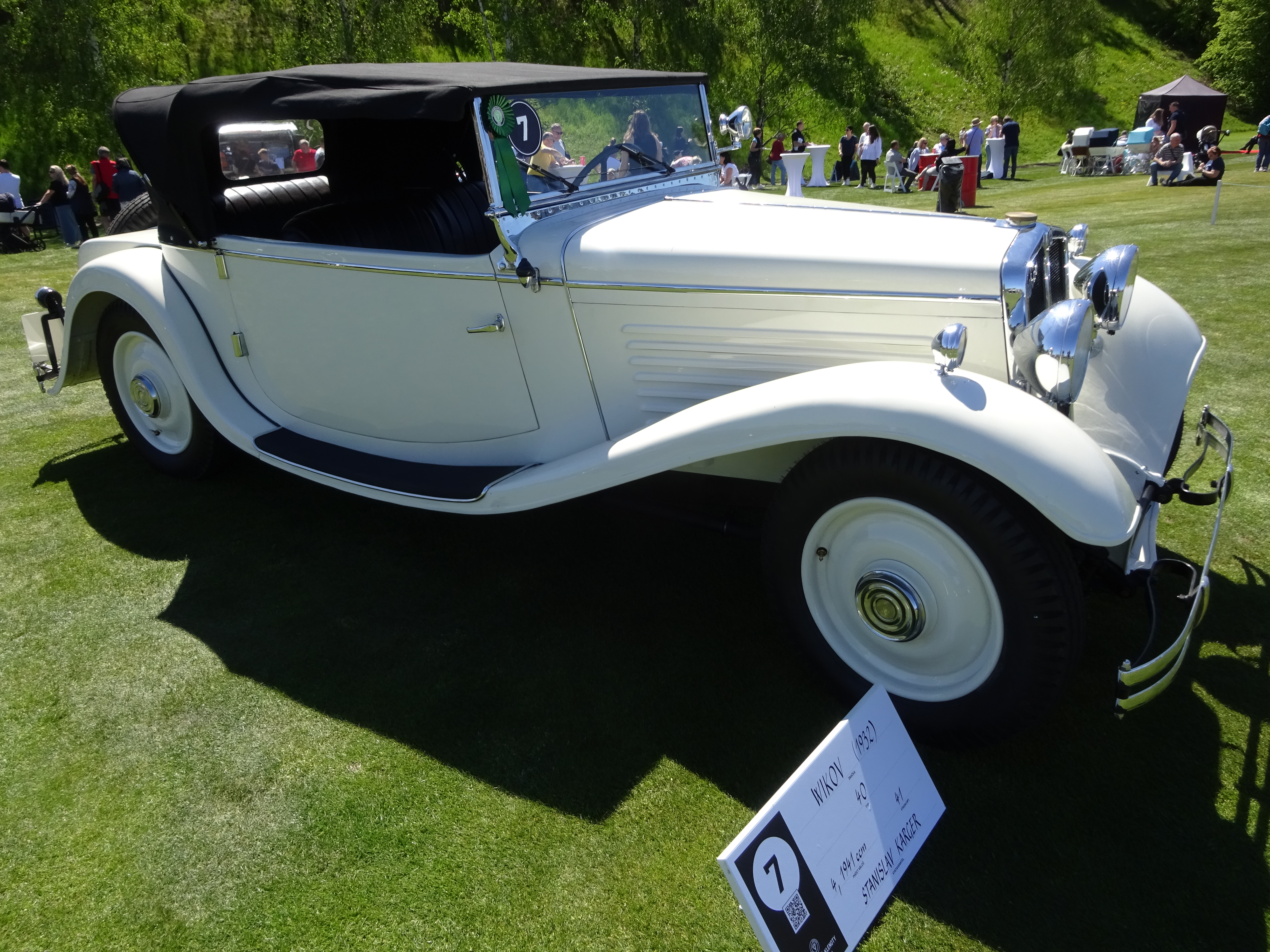
Wikov 40 S (1932)
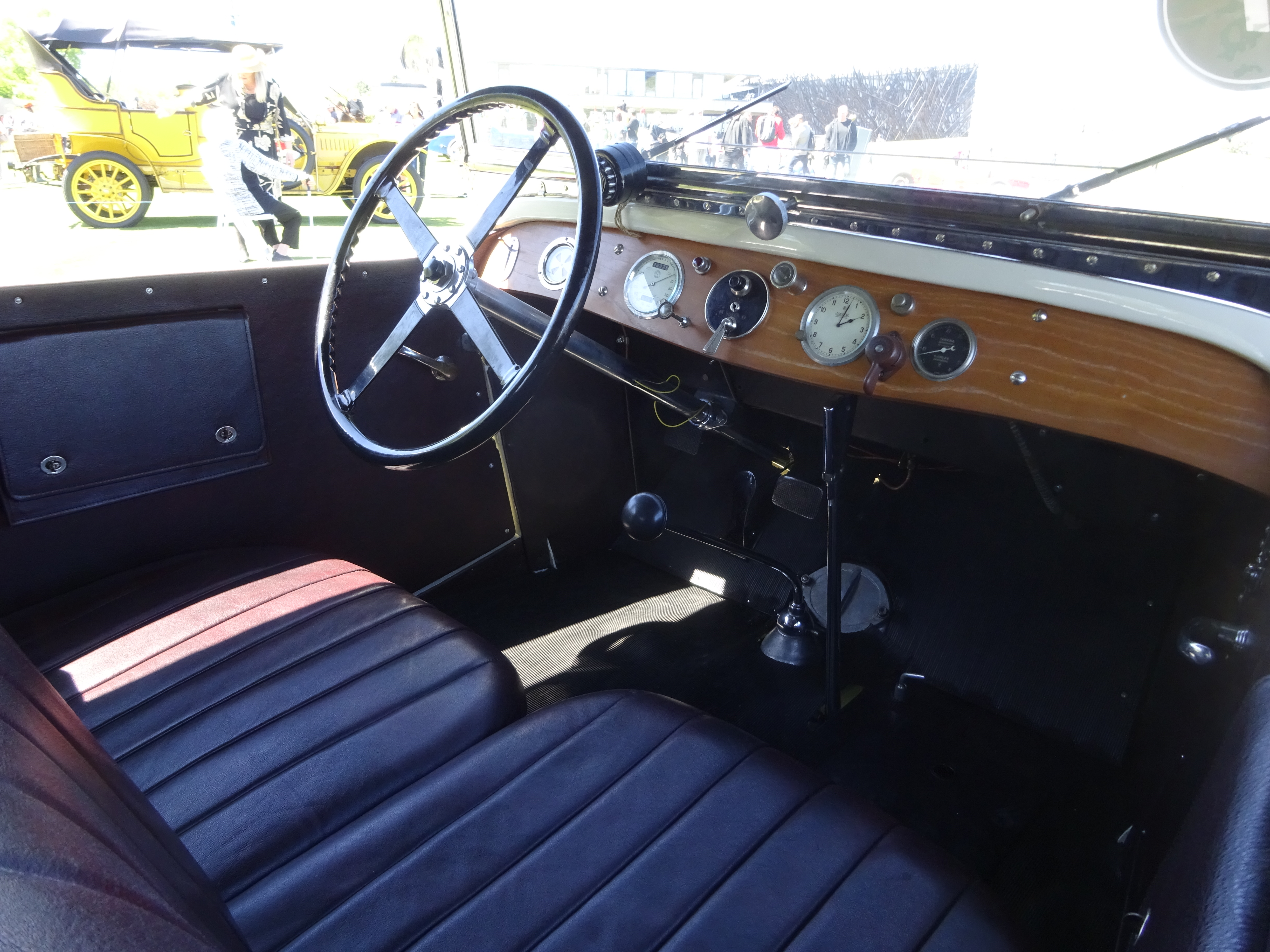
Wikov 40 S (1932), řízení a přístrojová deska
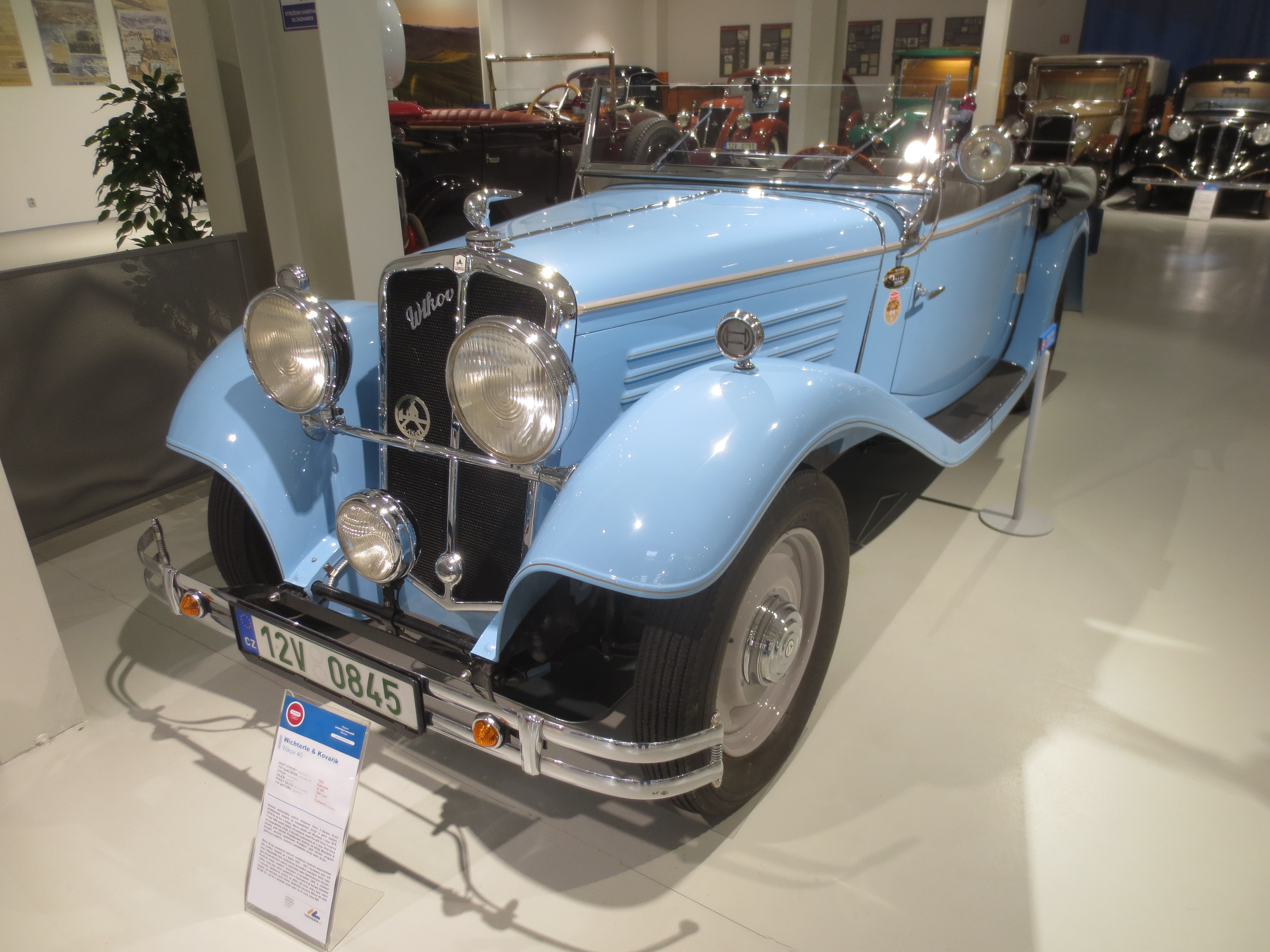
Wikov 40 (1935), Veteran Arena Olomouc (2021)
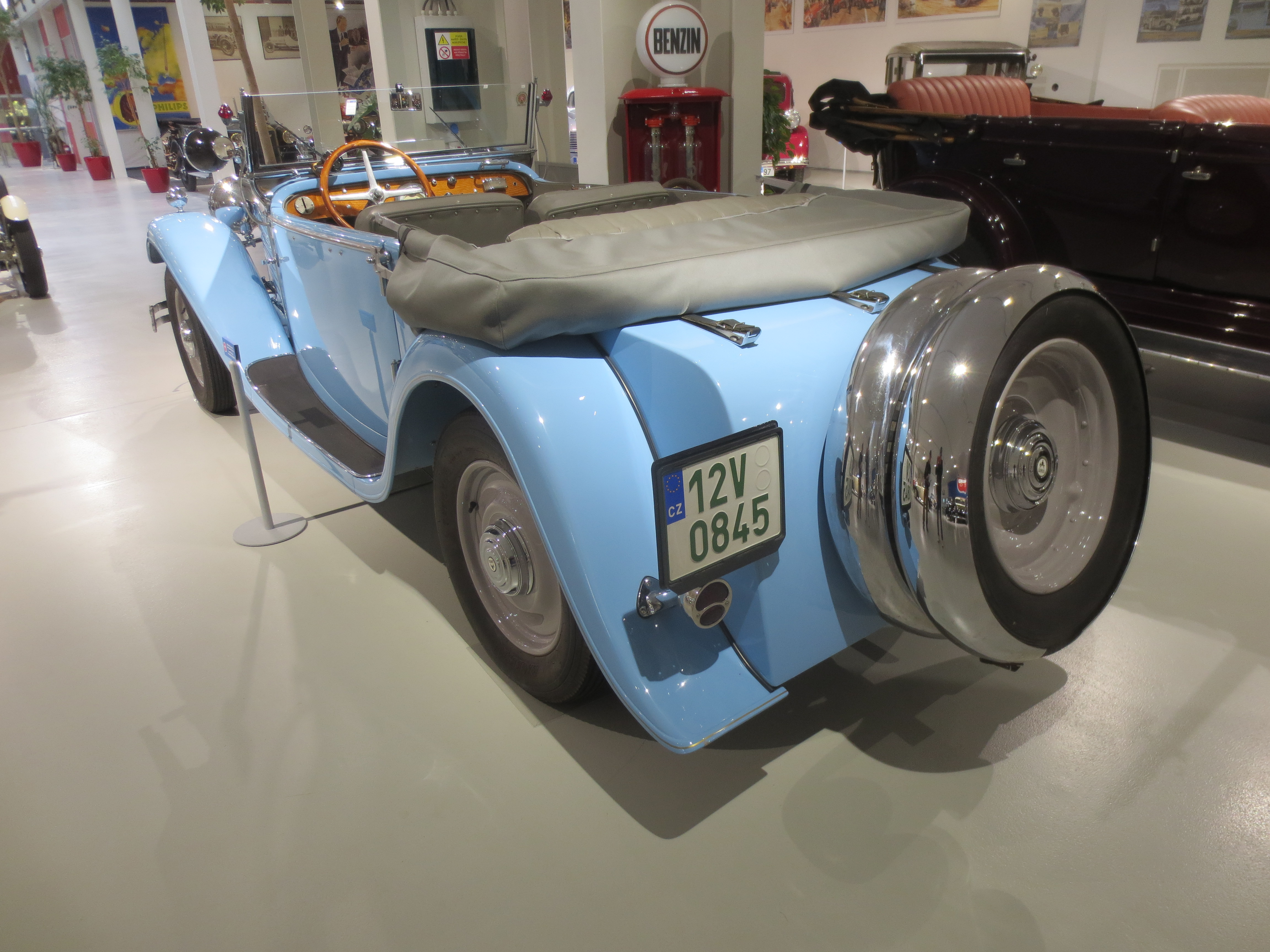
Wikov 40 (1935), elegantní záď vozu s rezervními pneumatikami
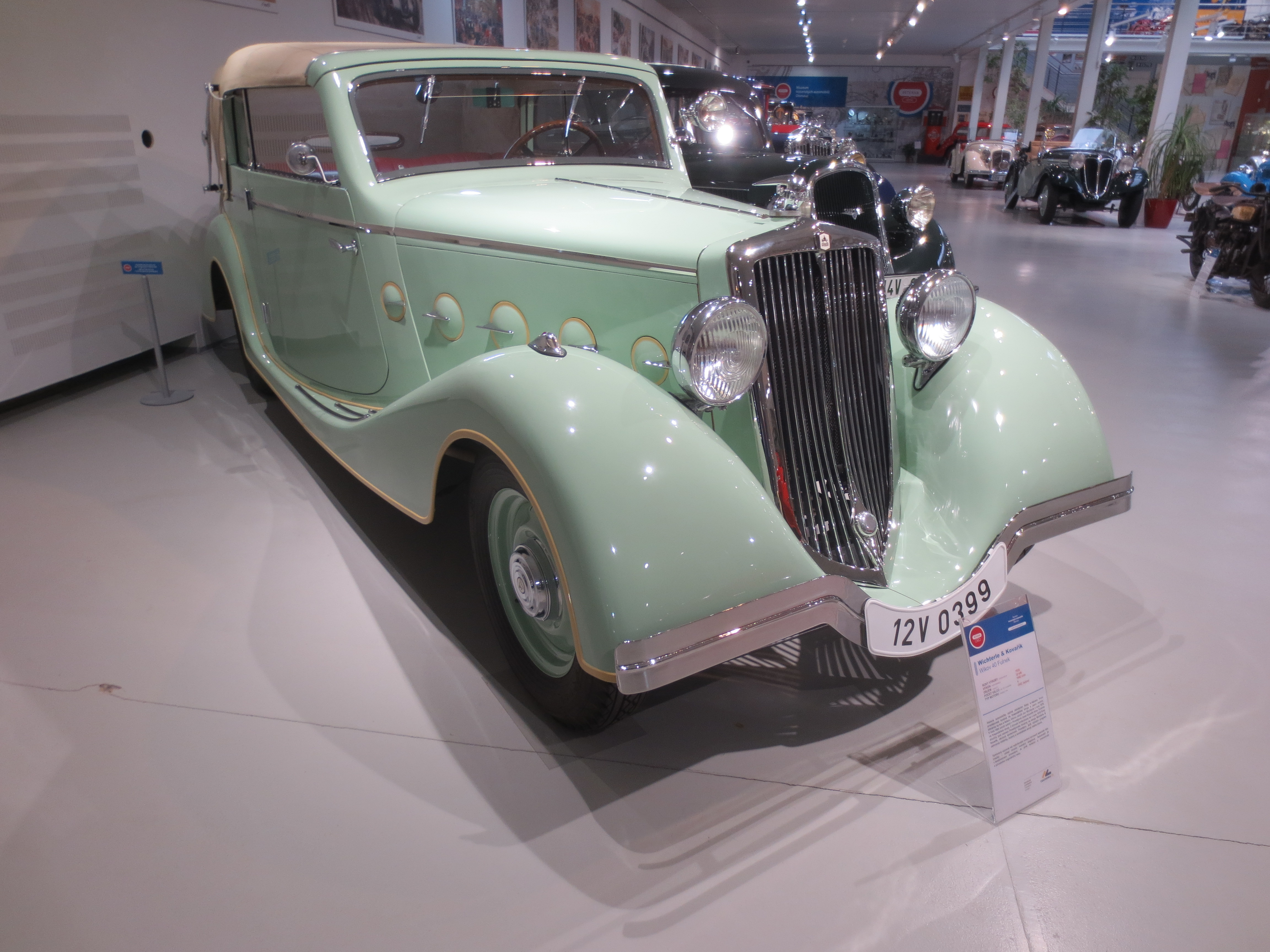
Wikov 40 Fulnek (1935), kabriolet, Veteran Arena Olomouc (2021)
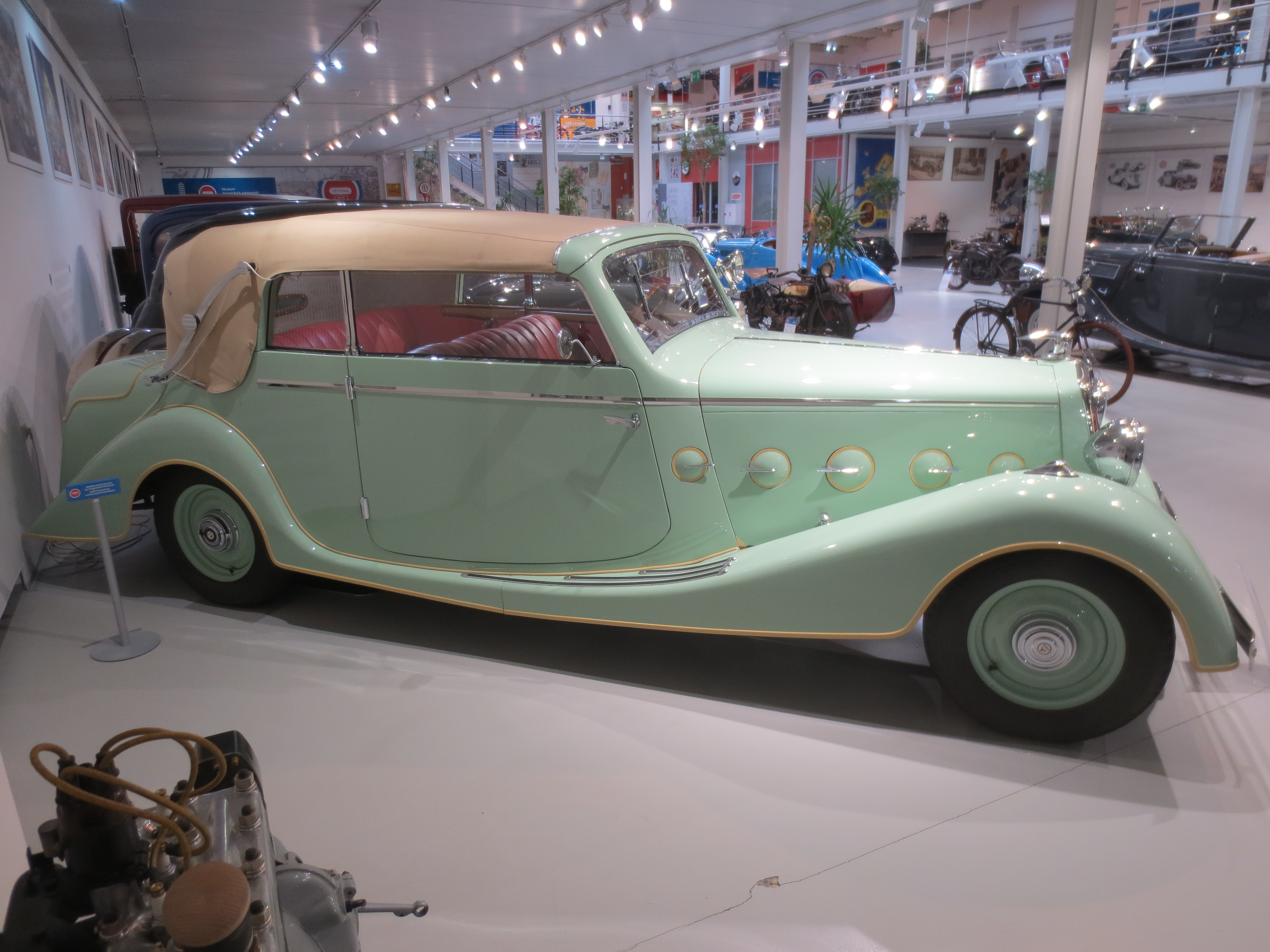
Wikov 40 Fulnek (1935), zajímavostí byly kruhové větrací klapky na bocích kapoty
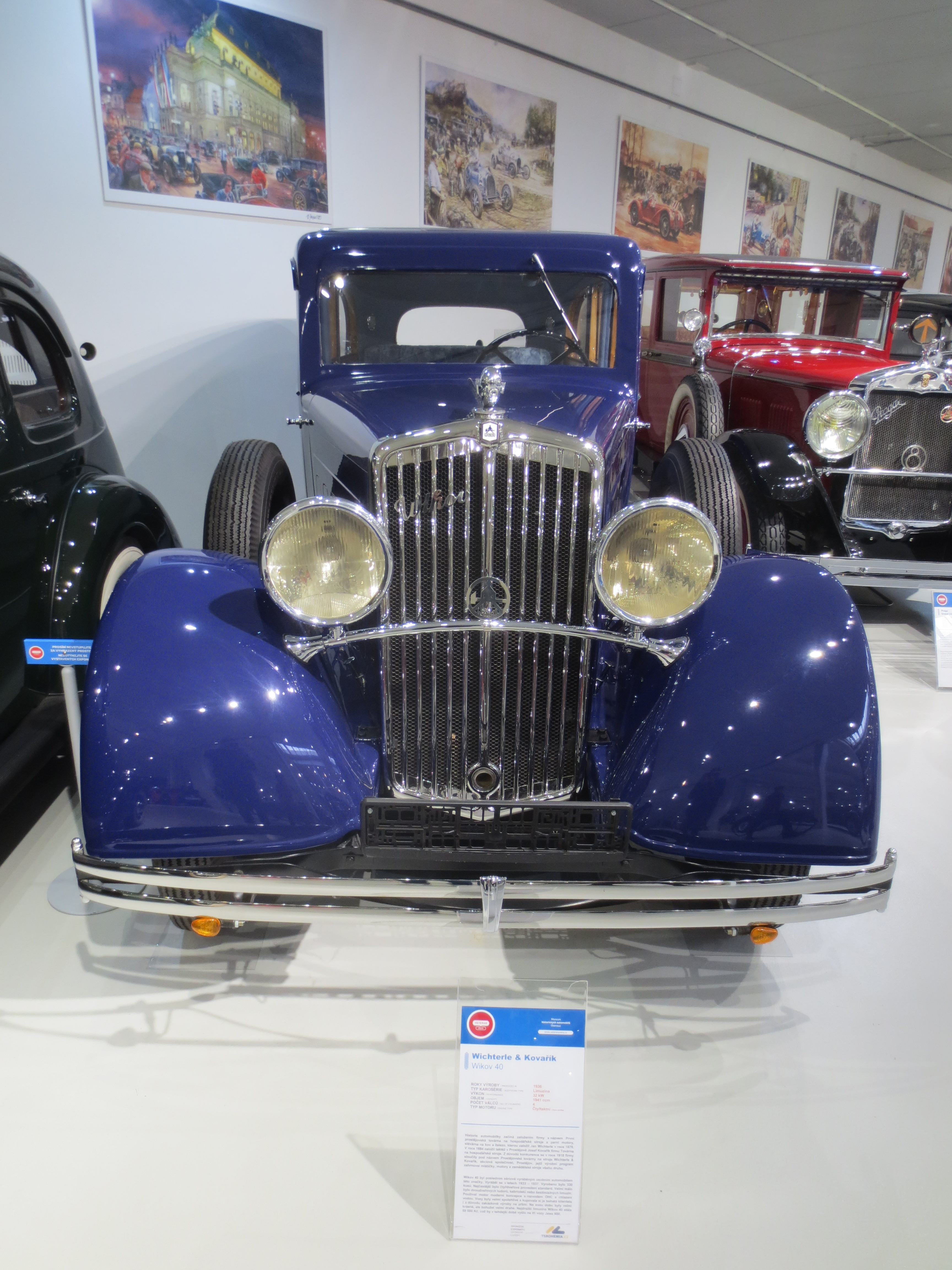
Wikov 40 (1936), čtyřsedadlová čtyřdveřová limuzína
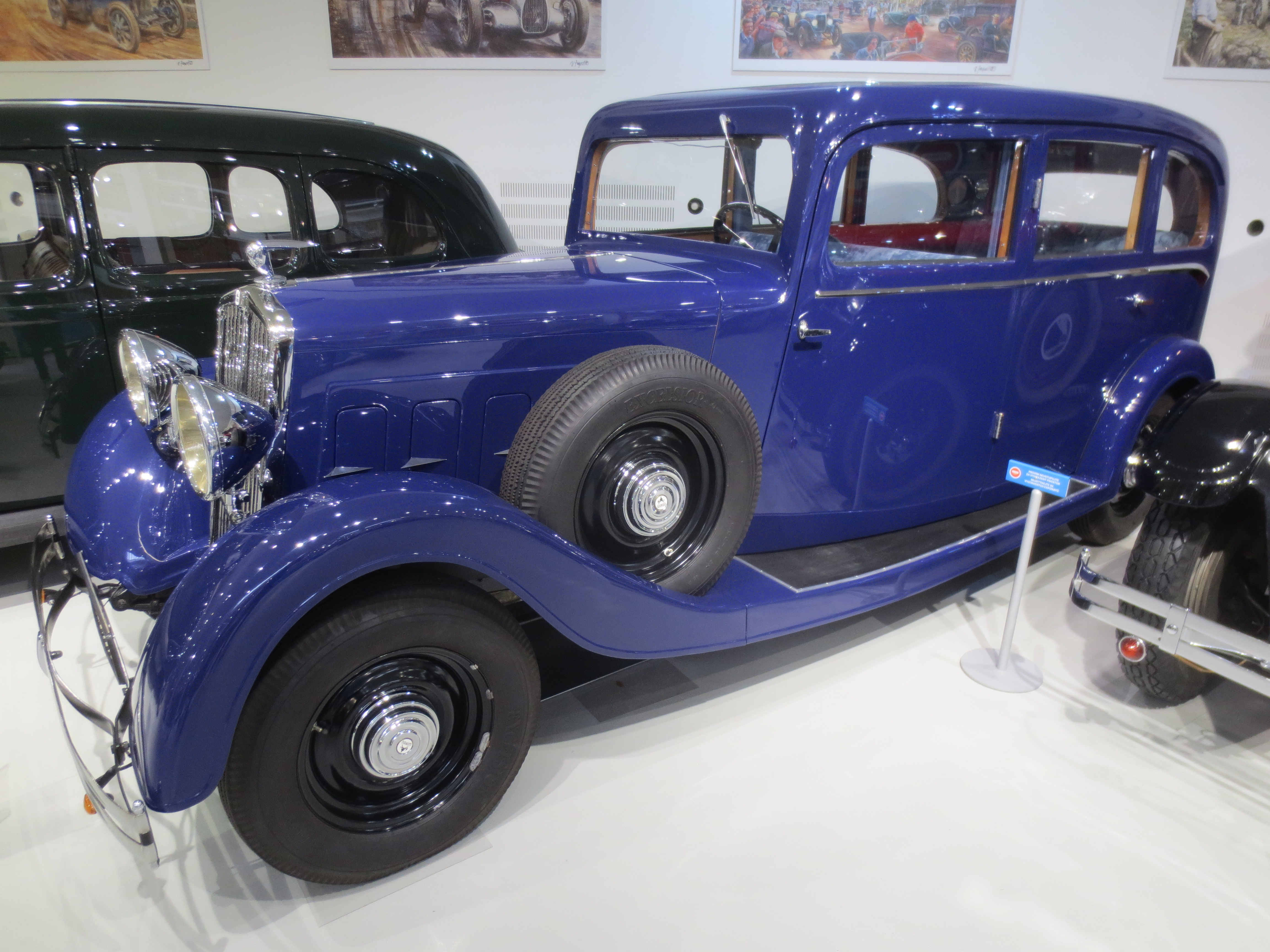
Wikov 40 (1936), Veteran Arena Olomouc (2021)